# Semiothisa renotata
Semiothisa renotata là một loài bướm đêm trong họ Geometridae.